# Rallye Dakar 2009

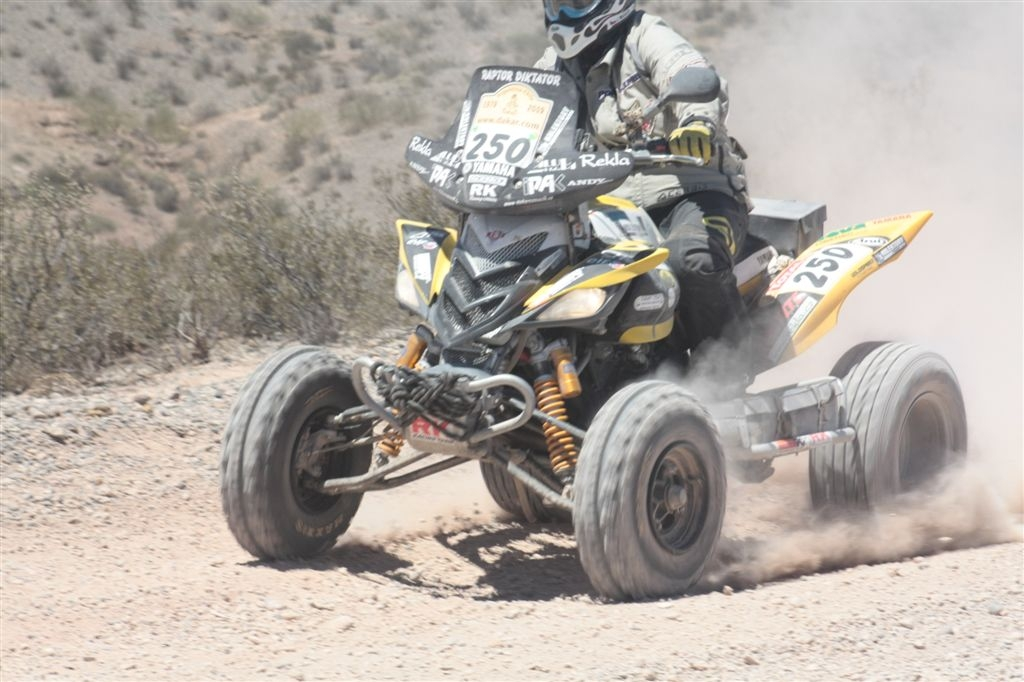
Josef Macháček, vítěz kategorie quad

Rallye Dakar 2009 byl 31. ročník dálkové soutěže, která se poprvé v historii odehrával na jihoamerickém kontinentě, konkrétně ve státech Argentina a Chile.

## Před startem

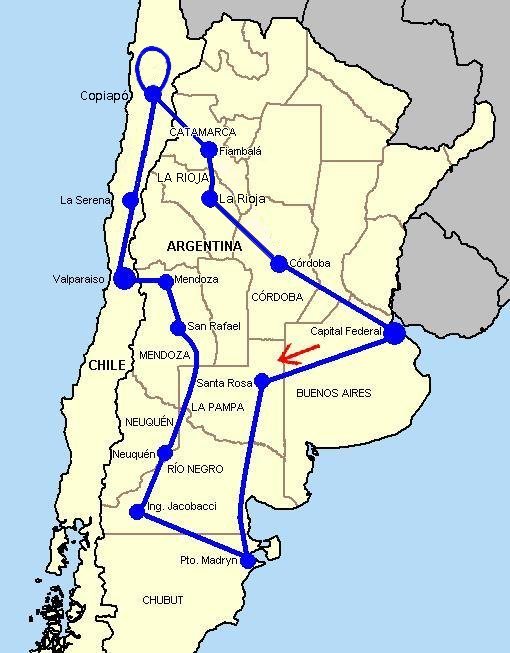
mapka soutěže

Předchozí ročník byl z důvodu hrozby teroristického útoku zrušen. Poté ředitel soutěže Etienne Lavigne oznámil, že se soutěž přesune do Jižní Ameriky. Soutěž vedla z Buenos Aires přes Santiago de Chile zpět. Tento ročník byl náročný, odstopilo mnoho posádek. Na zástavu srdce zemřel motocyklista Pascal Terry. Na start bylo přihlášeno 217 motocyklů, 177 automobilů, 25 quadů a 81 kamionů. Závod měl obrovskou podporu místních fanoušků.

## Etapy
| Etapa | Datum     | Start         | Cíl           |
| ----- | --------- | ------------- | ------------- |
| 1.    | 3. leden  | Buenos Aires  | Santa Rosa    |
| 2.    | 4. leden  | Santa Rosa    | Puerto Madryn |
| 3.    | 5. leden  | Puerto Madryn | Jacobacci     |
| 4.    | 6. leden  | Jacobacci     | Neuquén       |
| 5.    | 7. leden  | Neuquén       | San Rafael    |
| 6.    | 8. leden  | San Rafael    | Mendoza       |
| 7.    | 9. leden  | Mendoza       | Valparaíso    |
| 8.    | 11. leden | Valparaíso    | La Serena     |
| 9.    | 12. leden | La Serena     | Copiapó       |
| 10.   | 13. leden | Copiapó       | Copiapó       |
| 11.   | 14. leden | Copiapó       | Fiambalá      |
| 12.   | 15. leden | Fiambalá      | La Rioja      |
| 13.   | 16. leden | La Rioja      | Córdoba       |
| 14.   | 17. leden | Córdoba       | Buenos Aires  |

## Motocykly
Po osmé za sebou zvítězila značka KTM. Podruhé na ní Španěl Marc Coma. Ten vedl celou soutěž už od startu. Za začátku ho na rozdíl od soupeřů nepostihly defekty. I přes unikající olej a jeden pád si udržel vedení až do cíle. Druhý dojel vítěz posledního ročníku Francouz Cyril Despres. Třetí dojel další Francouz David Frétigne na motocyklu Yamaha. Ve stejném týmu soutěžil i Čech Martin Macek. Původně byl v kategorii sériových motocyklů, kterou vedl, ale po protestu na velikost brzdového kotouče byl přeřazen do kategorie Super production. Celkově dokončil na 24. pozici. Dalšími Čechy na startu byli Jan Froněk, který dojel 44. a David Pabiška 65. Dušan Randýsek odstoupil pro zranění kolene.

### Výsledky
1. Marc Coma - KTM
2. Cyril Despres - KTM
3. David Frétigné - Yamaha
4. David Casteu - KTM
5. Hélder Rodrigues - KTM

## Quady
Čech Josef Macháček zvítězil již popáté. Z celkového počtu dorazilo do cíle pouze třináct. Macháček byl zpočátku druhý za Gonzálesem, ten ale později odstoupil. Náskok na Argentince Patronelliho byl přes dvě a půl hodiny. Druhý Čech Oldřich Bažina dokončil na páté pozici.

### Výsledky
1. Josef Macháček - Yamaha
2. Marcos Patronelli - Can-Am
3. Rafał Sonik - Yamaha
4. Hubert Deltrieu - Polaris
5. Oldřich Bražina - Yamaha

## Automobily
Po sedmi letech nezvítězil tým Mitsubishi a teprve potřetí v celé historii neměl vůz na stupních vítězů. Zvítězil Jihoafričan De Villiers. Druhý byl Američan Mark Miller. Oba řídili vůz Volkswagen Touareg. Mitsubishi skončilo s vývojem vozu Pajero a představilo typ Lancer. Kvůli technickým problémům ale většina posádek vypadla. Za Volkswagen dlouho vedl Španěl Carlos Sainz, ale po havárii odstoupil. Třetí dokončil Američan Gordon s vozem Hummer H3. Dobré výkony předvedli i jezdci s vozy BMW X3. Úspěchem bylo i umístění Miroslava Zapletala s vozem Mitsubishi L200. Ten dojel sedmý a byl nejlepším pilotem Mitsubishi v cíli. Na 51. pozici dorazil Jiří Janeček s vozem Toyota Land Criuser.

### Výsledky
1. Giniel de Villiers - Volkswagen
2. Mark Miller - Volkswagen
3. Robby Gordon - Hummer
4. Ivar Erik Tollefsen - Nissan
5. Krzysztof Hołowczyc - Nissan

## Kamiony

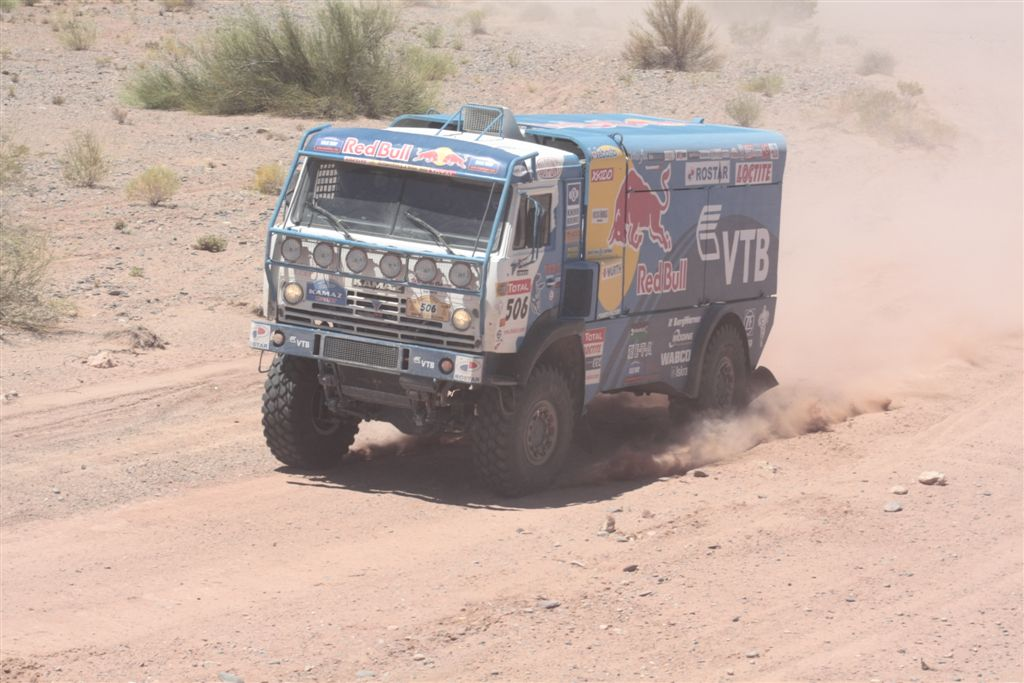
vítěz rus Kabirov na kamionu Kamaz

V první etapě dojel Aleš Loprais na páté pozici. Poté měl problémy s převodovkou a propadl se. Nakonec odstoupil před startem do poslední etapy. V páté etapě odstoupil Martin Macík s Liazem také kvůli převodovce. V déváté etapě vážně havaroval Tomáš Tomeček s Tatrou. Ale nikdo z posádky nebyl vážně zraněn. Druhý vůz z Letka racing team - Tatra Brazilce de Azeveda dojela šestá. Nejlepší pozici z českých jezdců - sedmé místo držel Marek Spáčil na soukromém Liazu. Ten odstoupil ve 12. etapě pro poruchu předního náhonu. První dvě místa obsadily posádky Kamazů v pořadí Kabirov a Čagin. Třetí dojel Gerard de Rooy na voze Ginaf.

### Výsledky
1. Firdaus Kabirov - Kamaz
2. Vladimir Čagin - Kamaz
3. Gérard de Rooy - Ginaf
4. Ilgizar Mardějev - Kamaz
5. Franz Echter - MAN